# Leucobryum juniperoideum
Leucobryum juniperoideum là một loài Rêu trong họ Dicranaceae. Loài này được (Brid.) Müll. Hal. mô tả khoa học đầu tiên năm 1845.

## Hình ảnh

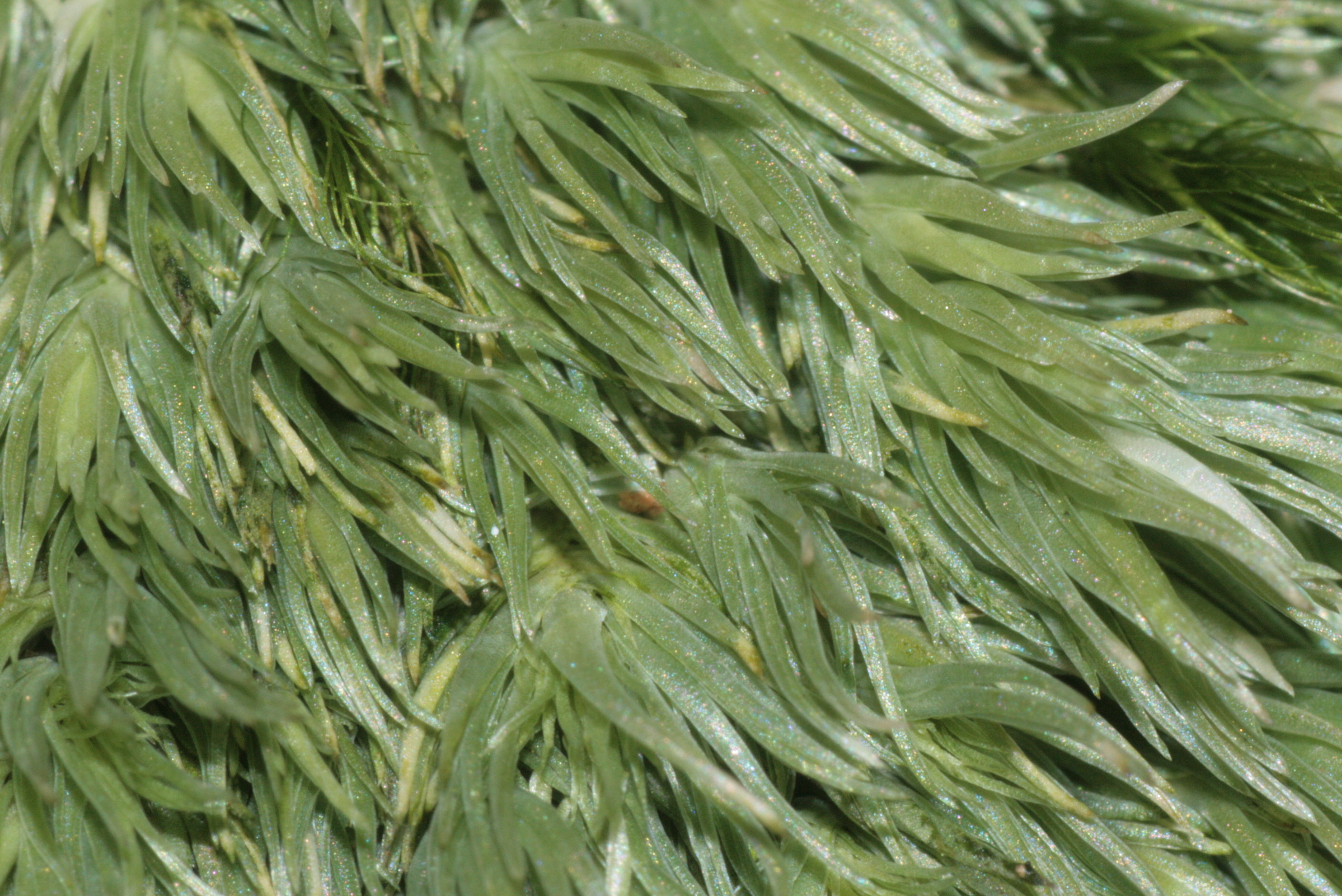
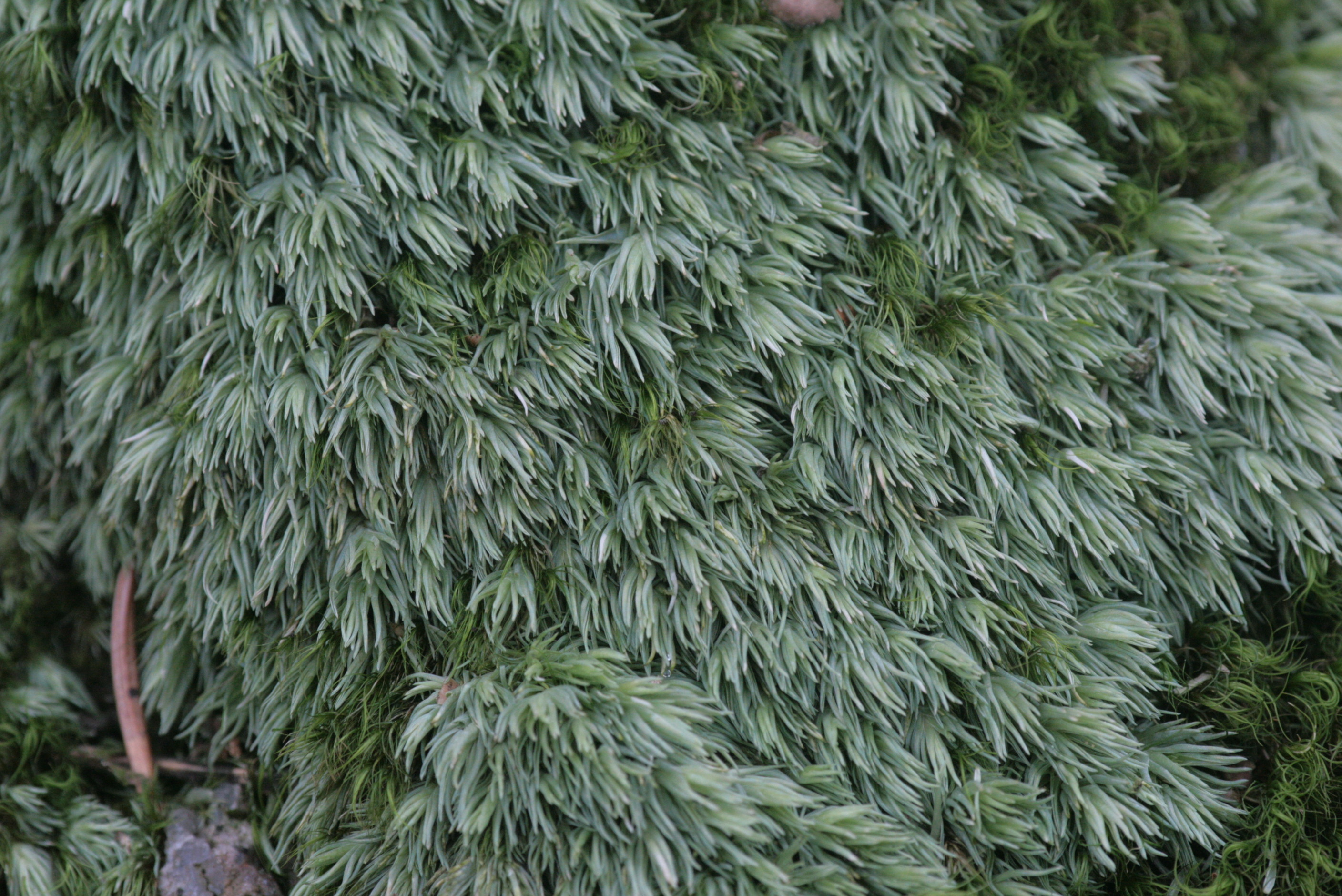
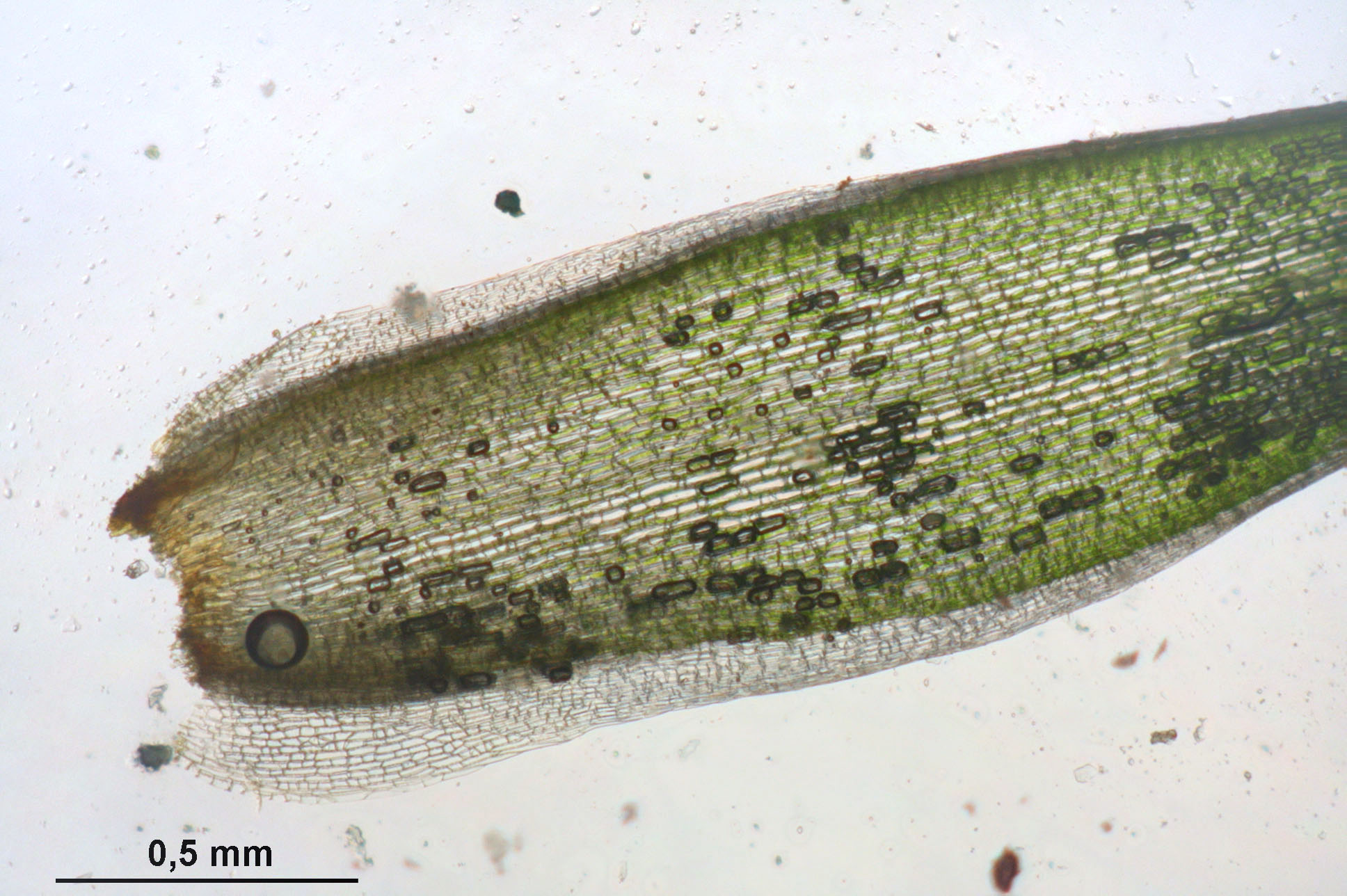
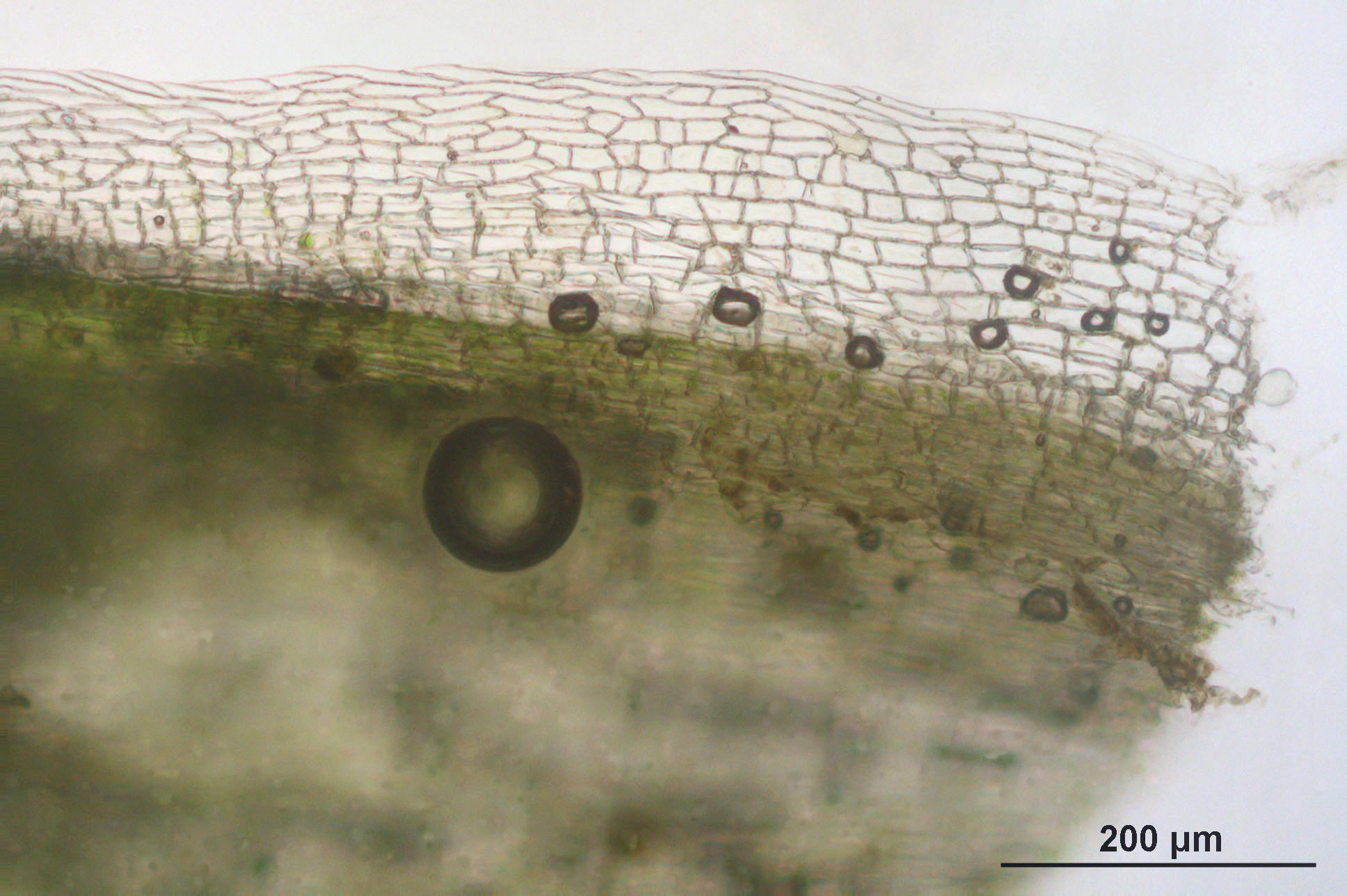